# Black Rock Mountain, Alberta
Black Rock Mountain är ett berg i Kanada.   Det ligger i provinsen Alberta, i den centrala delen av landet, 3 000 km väster om huvudstaden Ottawa. Toppen på Black Rock Mountain är 2 426 meter över havet, eller 687 meter över den omgivande terrängen. Bredden vid basen är 6,0 km.
Terrängen runt Black Rock Mountain är varierad.Trakten runt Black Rock Mountain är nära nog obefolkad, med mindre än två invånare per kvadratkilometer.. Det finns inga samhällen i närheten. 
I omgivningarna runt Black Rock Mountain växer i huvudsak barrskog.